# ビジネス会計検定試験
ビジネス会計検定試験®は大阪商工会議所主催の検定試験。初回の平成19年（2007年）7月は2級と3級にて実施され、のちに1級が平成22年（2010年）度第8回検定より実施された。
財務諸表を理解する力「会計リテラシー」の向上を目的とする。

## 特徴
会計関連の検定試験には日本商工会議所が行う簿記検定があるが、簿記検定では会計の基準に従った正確な財務諸表を作成する能力が問われるのに対して、本検定では財務諸表を正確に読み解き、分析する能力が問われる。そのため、簿記の基本である仕訳の知識がなくとも試験に臨むことができ、財務諸表の種類や読み方、分析方法、諸法令に関する知識が問われる。

## 実施概要
試験の問題は毎年4月1日時点で施行されている関連法令に従って出題される。
- 3級
年2回実施。想定する受験者は、一般企業の社員や学生等。マークシートによって出題され、試験時間は2時間。100点満点中70点以上の得点で合格となる。受験料は4,320円。
- 2級
年2回実施。想定する受験者は、一般企業の管理職、経営者、経理担当者等。マークシートによって出題され、試験時間は2時間。100点満点中70点以上の得点で合格となる。受験料は6,480円。
- 1級
年1回実施。想定する受験者は、経理財務管理職、財務担当役員等。マークシートと論述式の試験が行われ、試験時間は2時間30分。マークシート、論述式それぞれ100点、合計200点満点のうち、論述式50点以上、かつ全体で140点以上の得点で合格となる。受験料は10,800円。

## 試験内容

### 3級
- 到達目標
会計の用語、財務諸表の構造・読み方・分析等、財務諸表を理解するための基礎的な力を身につける。
- 出題範囲

1. 財務諸表の構造や読み方に関する基礎知識
(1) 財務諸表とは
(2) 貸借対照表、損益計算書、キャッシュ･フロー計算書の構造と読み方
2. 財務諸表の基本的な分析
(1) 基本分析
(2) 成長率および伸び率の分析
(3) 安全性の分析
(4) 収益性の分析
(5) 1株当たり分析
(6) 1人当たり分析

### 2級
- 到達目標
企業の経営戦略や事業戦略を理解するため、財務諸表を分析する力を身につける。
- 出題範囲

1. 財務諸表の構造や読み方、財務諸表を取り巻く諸法令に関する知識
(1) 会計の意義と制度
(2) 連結財務諸表の構造と読み方
2. 財務諸表の応用的な分析
(1) 基本分析
(2) 安全性の分析
(3) 収益性の分析
(4) キャッシュ･フローの分析
(5) 連単倍率
(6) 損益分岐点分析
(7) 1株当たり分析
(8) 1人当たり分析

## 試験結果
| 実施回              | 区分  | 申込者 (人) | 受験者 (人) | 合格者 (人) | 合格率 (%) |
| ------------------- | ----- | ----------- | ----------- | ----------- | ---------- |
| 第1回 2007年7月29日 |       |             |             |             |            |
| 2級                 |       |             |             |             |            |
| 3級                 | 2,802 | 2,541       | 2,224       | 87.5        |            |
| 第2回 2008年2月3日  |       |             |             |             |            |
| 2級                 | 1,852 | 1,528       | 627         | 41.0        |            |
| 3級                 | 1,233 | 1,027       | 903         | 87.9        |            |
| 第3回 2008年7月27日 |       |             |             |             |            |
| 2級                 | 1,598 | 1,280       | 381         | 29.8        |            |
| 3級                 | 1,719 | 1,455       | 834         | 57.3        |            |
| 第4回 2009年2月8日  |       |             |             |             |            |
| 2級                 | 1,454 | 1,137       | 356         | 31.3        |            |
| 3級                 | 1,550 | 1,313       | 795         | 60.5        |            |
| 第5回 2009年7月19日 |       |             |             |             |            |
| 2級                 | 1,305 | 984         | 307         | 31.2        |            |
| 3級                 | 1,995 | 1,673       | 944         | 56.4        |            |
| 第6回 2010年2月14日 |       |             |             |             |            |
| 2級                 | 1,494 | 1,176       | 456         | 38.8        |            |
| 3級                 | 1,935 | 1,611       | 1,084       | 67.3        |            |
| 第7回 2010年9月5日  |       |             |             |             |            |
| 2級                 | 1,672 | 1,289       | 488         | 37.9        |            |
| 3級                 | 2,275 | 1,902       | 1,130       | 59.4        |            |
| 第8回 2011年3月6日  |       |             |             |             |            |
| 1級                 | 494   | 393         | 98          | 24.9        |            |
| 2級                 | 1,726 | 1,318       | 477         | 36.2        |            |
| 3級                 | 2,271 | 1,863       | 710         | 38.1        |            |

## 公式テキスト
- 大阪商工会議所［編］『ビジネス会計検定試験 公式テキスト3級 第2版』中央経済社
- 大阪商工会議所［編］『ビジネス会計検定試験 公式テキスト2級 第2版』中央経済社
- 大阪商工会議所［編］『ビジネス会計検定試験 公式テキスト1級』中央経済社
- 公式過去問題集も販売されている。